# 보니 헬먼
보니 헬먼(Bonnie Hellman, 1950년 1월 10일 ~ )은 미국의 배우, 텔레비전 배우, 영화배우이다.
샌프란시스코에서 태어났다.

## 영화
- 코일드 (2014년) - 도리스 역
- 고양이 살인사건 (2014년)
- 제이슨이었던 이름의 남자: 13일의 금요일 30년 (2009년) - 본인 역
- 단지 유령일 뿐 (2006년)
- 성질 죽이기 (2003년)
- 아웃 스페이스 2 (1996년)
- 리틀 자이언트 (1994년)
- 이노센스 (1989년)
- 미혼모 (1988년)
- 13일의 금요일 4 (1984년)
- 스타더스트 메모리스 (1980년)